# Paul Rusesabagina
Paul Rusesabagina (ur. 15 czerwca 1954 w Gitarama), rwandyjski dyrektor hoteli, znany ze swojej roli w ratowaniu życia ludzi w czasie ludobójstwa w Rwandzie.
Kształcił się w zawodzie hotelarza w Utalii College w Nairobi (Kenia), odbył staż w Szwajcarii. Był zastępcą kierownika i kierownikiem Hotelu des Mille Collines, a później kierownikiem Hotelu Diplomat, oba w Kigali. Podczas masowych mordów dokonywanych na plemieniu Tutsi w 1994 w Rwandzie przejął zarząd nad hotelem Mille Collines, gdzie udało mu się uchronić 1268 ludzi przed pewną śmiercią z rąk Interahamwe (milicji plemienia Hutu). Otwarcie sprzeciwia się polityce prezydenta Rwandy Paula Kagame. W 2020 został podstępem sprowadzony do Kigali i aresztowany, a rok później skazany na 25 lat więzienia za działalność terrorystyczną i finansowanie organizacji FLN (Siły Narodowego Wyzwolenia), która w 2018 i 2019 przeprowadzała ataki na ludzi w których zginęło 9 osób. Po złagodzeniu wyroku wyszedł na wolność w 2023 roku. Ma obywatelstwo belgijskie i jest rezydentem Stanów Zjednoczonych.
Sam pochodzi z mieszanej rodziny (ojciec Hutu, matka Tutsi), ma żonę z plemienia Tutsi.
W 2000 Paul Rusesabagina dostał nagrodę Immortal Chaplains Prize for Humanity, w listopadzie 2005 został odznaczony amerykańskim Prezydenckim Medalem Wolności.
Film Hotel Ruanda (2004) bazuje w dużej mierze na historii Rusesabaginy; jego postać odtwarzał Don Cheadle, który za tę rolę został nominowany do Oscara.